# Альдебургский фестиваль
Альдебургский фестиваль (англ. Aldeburgh Festival, полное название Альдебургский фестиваль музыки и искусств — Aldeburgh Festival of Music and the Arts) — ежегодный фестиваль, посвященный в основном классической музыке.
Проходит ежегодно в июне в городе Олдборо графства Суффолк в концертном зале комплекса Snape Maltings.

## История и деятельность
Фестиваль был основан в 1948 году композитором Бенджамином Бриттеном, певцом Питером Пирсом (тенор), а также либреттистом и продюсером Эриком Крозье.
Их работа в составе небольшой компании британских музыкантов под названием Английская оперная группа, которую они основали вместе с художником Джоном Пайпером в 1947 году, часто вынуждала работать вне дома. Именно во время турне их коллектива по Швейцарии с представлением опер «Альберт Херринг» и «Похищением Лукреции» в августе 1947 года, Питер Пирс предложил организовать собственный небольшой фестиваль с несколькими представлениями и провести его в Олдборо.
Первый фестиваль проводился с 5 по 13 июня 1948 года в зале Aldeburgh Jubilee Hall, расположенного недалеко от дома Бенджамина Бриттена. Также местом его проведения была Церковь Святых Петра и Павла. На первом фестивале была показана опера «Альберт Херринг» в постановке Английской оперной группой, недавно написанная Бриттеном кантата «Святой Николай», а также выступления классического пианиста Клиффорда Керзона и женского струнного квартета Zorian Quartet.
Сначала программу оперных постановок обеспечивала только Английская оперная группа; вскоре видение фестиваля расширилось, в него были включены чтения поэзии и литературы, лекции и выставки искусства. С годами фестиваль разросся и получил дополнительные площадки в близлежащих небольших местечках Орфорд, Блитбург и Фрамлингем. Однако отсутствие большого зала сдерживало дальнейшее развитие фестиваля. Бриттен, живущий в этих местах, предложил использовать здание бывшей солодовни. После реставрации здания, новый концертный зал был открыт королевой Елизаветой II 2 июня 1967 года с началом двадцатого Альдебургского фестиваля. В 1969 году в здании случился пожар, оставивший от него только внешние стены. По этой причине фестиваль в этом году не состоялся. В 1970 году здание было перестроено и снова открыто в присутствии Королевы. Новый Концертный зал стал называться Snape Maltings, став основным центром Альдебургского фестиваля.
В течение первых шести лет Альдебургского фестиваля его художественными руководителями оставались Бриттен, Пирс и Крозье. В 1956 году к ним присоединилась Имоджен Холст, которая оставалась членом художественного совета фестиваля до своей смерти в 1984 году. После смерти Бриттена в 1976 году в последующий состав художественного руководства фестиваля входило много разных музыкантов мирового уровня, в том числе: Филип Леджер, Колин Грэм, Стюарт Бедфорд, Мстислав Ростропович, Мюррей Перайя, Саймон Рэттл, Джон Ширли-Куирк и Оливер Нассен. В 1999 году единственным художественным руководителем фестиваля стал Томас Адес, к которому в 2004 году присоединился композитор Джон Вулрич. В 2009 году художественным руководителем Альдебургского фестиваля стал Пьер-Лоран Эмар.
С самого начала фестивали характеризовались эклектичным диапазоном музыки, от классики — Баха, Гайдна, Моцарта, до современных произведений, с привлечением молодых композиторов. После смерти Бенджамина Бриттена молодые композиторы поощрялись на проводимом раз в два года конкурсе композиторов имени Бенджамина Бриттена. Имоджен Холст представила на фестивале хоровую музыку. Размер и вместимость концертного зала позволила также Альдебургскому фестивалю представлять полномасштабные оркестры, в частности, тут выступал Симфонический оркестр Бирмингема. Концертный зал комплекса Snape Maltings оказался подходящим для превращения в оперную сцену. Лондонская Королевская опера ставила тут оперу Бриттена «Сон в летнюю ночь».
Столетие со дня рождения Бриттена проходило с ноября 2012 по ноябрь 2013 года, и на 66-м фестивале 2013 года была представлена новая постановка его оперы «Питер Граймс» под руководством режиссёра Тима Олбери.
Организация, ответственная за проведение Альдебургского фестиваля, с 2006 года называется Aldeburgh Music. В дополнение к ежегодному музыкальному фестивалю, Aldeburgh Music также реализует программу Britten–Pears School for Advanced Musical Studies, предлагающую индивидуальные возможности обучения и развития для британских и зарубежных художников. Также работает программа Aldeburgh Young Musicians — для талантливых молодых музыкантов в возрасте от 8 до 18 лет.
В последние годы Альдебургский фестиваль включает в себя изобразительное искусство и проводит художественный выставки, сопровождающие музыкальную программу. С 2011 года выставка современного искусства проводится под названием SNAP, её организатором является Эбигейл Лейн.
Из-за пандемии COVID-19 73-й фестиваль в 2020 году не состоялся, но была организована его виртуальная версия.